# عبد العزيز الحاج
عبد العزيز الحاج سياسي فلسطيني، شغل منصب وزير وزارة المواصلات الفلسطينية في حكومة ياسر عرفات الأولى بين 5 مارس 1994 و8 مايو 1996.